# پارک ملی آمازنیا
پارک ملی آمازنیا (به پرتغالی: Parque Nacional da Amazônia) یک پارک ملی در برزیل است که در پارا واقع شده‌است.